# جيمس سوالو
جيمس سوالو (بالإنجليزية: James Swallow)‏ (1970)؛ كاتب سيناريو وروائي بريطاني.

## روابط خارجية
- جيمس سوالو على موقع IMDb (الإنجليزية)
- جيمس سوالو على موقع ميوزك برينز (الإنجليزية)